# Reactieve stikstofcomponent

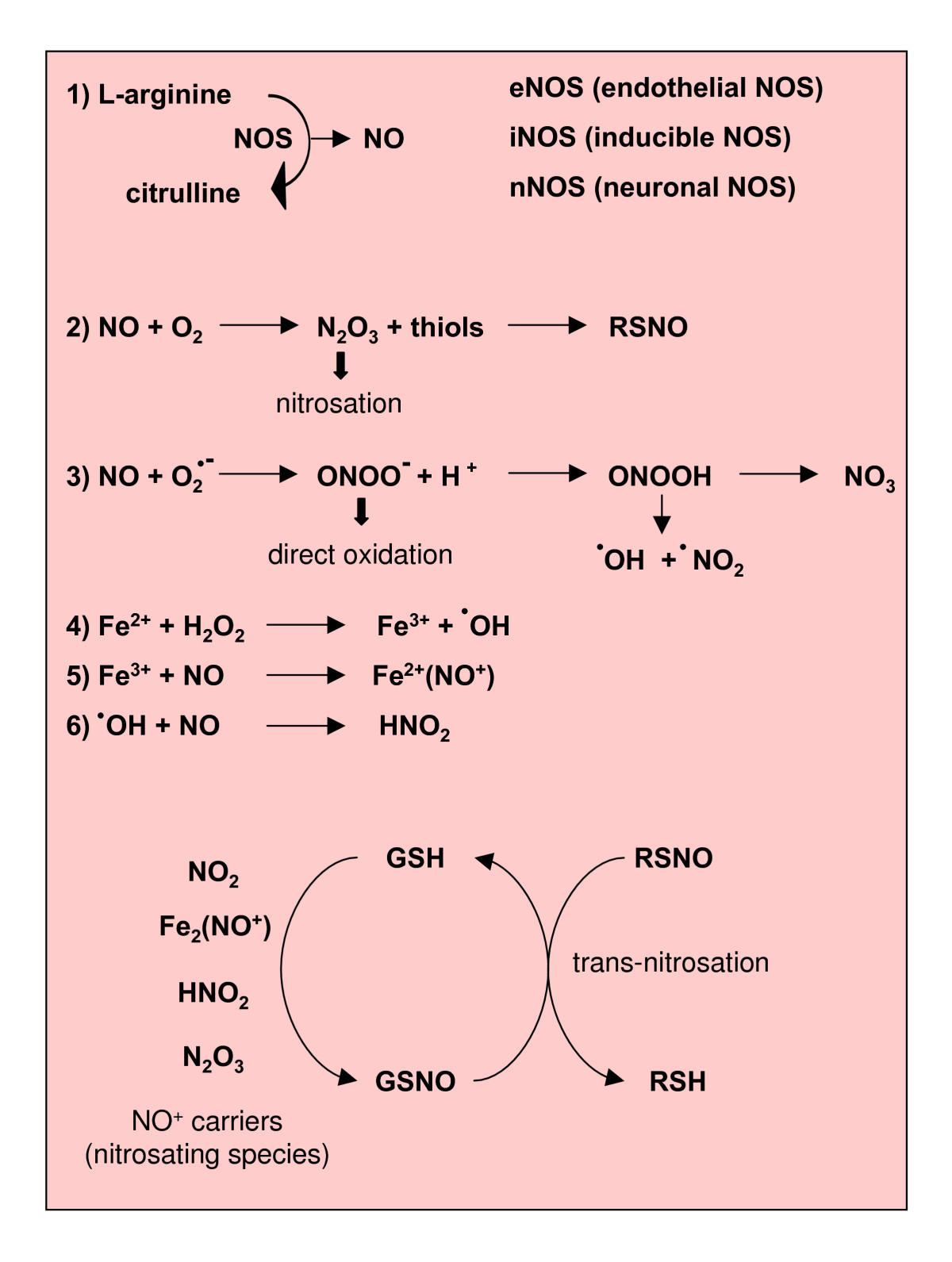
Reacties die aanleiding geven tot stikstofmonoxide en reactieve stikstofcomponenten.

Reactieve stikstofcomponenten, vanuit het Engels doorgaans afgekort tot RNS, vormen een groep antimicrobiële verbindingen die uit de reactie tussen stikstofmonoxide: (•NO) en superoxide (•O2−) worden gevormd. De samenstellende delen ontstaan in een biologische omgeving beide onder invloed van enzymen: NO onder invloed van induceerbaar stikstofsynthase 2 (NOS2), •O2− onder invloed van NADPH oxidase. NOS2 wordt vooral aangemaakt in macrofagen na inductie met cytokines (met name IFN-γ) en microbiële producten (met name lipopolysacharide).
Reactieve stikstofcomponenten treden vaak samen met reactieve zuurstofcomponenten (ROS) op, waarbij de schade aan cellen die door de gecombineerde actie ontstaat omschreven wordt als nitrosatieve stress. De twee groepen verbindingen worden daarom ook vaak in een adem aangeduid als ROS/RNS.
In planten worden RNS continu aangemaakt als bijproduct van het aerobe metabolisme of als reactie op stress.

## Soorten
RNS worden in dieren geproduceerd uitgaande van monostikstofmonoxide: (•NO) dat met  superoxide (O2•−) reageert tot peroxynitriet (ONOO−), een structuurisomeer van het veel bekendere nitraat-ion.
- {\displaystyle \mathrm {NO^{\ \bullet }\ +\ O_{2}^{\ \bullet \ -}\ \longrightarrow \ ONOO^{-}} }

{\displaystyle \mathrm {Monostikstofmonoxide\ +\ superoxide\ \longrightarrow \ peroxinitriet} }
het superoxide-anion (O2• −) is een ROS dat in het bloedvatenstelsel snel met stikstofmonoxide reageert.  In deze reactie ontstaat peroxynitriet en wordt de biobeschikbaarheid van NO verlaagd.  NO is een belangrijke component in de regeling van de spierspanning in gladde spiervezels, de bloeddruk, het activeren van bloedpaaltjes en signaaloverdracht tussen vaatwandcellen.
Peroxynitriet is zelf ook een reactief deeltje dat direct kan reageren met een groot aantal verschillende biologisch actieve componenten, waaronder lipides, thiolen, aminozuren (zowel vrije als onderdelen van peptiden en eiwitten), DNA en laag moleculaire anti-oxidanten (zoals ascorbinezuur).  Anderzijds verlopen deze reacties vrij traag: daardoor is, ondanks de brede range aan mogelijke reactanten, de reactie van peroxynitriet in de cel redelijk selectief.  Peroxynitriet is zelfs, zij het matig, in staat celmembranen te passeren via (niet specifieke) anionkanalen.  Daarnaast kan peroxynitriet aanleiding geven tot andere types RNS, waaronder •NO2 en N2O3, naast andere vrije radicalen. Een aantal van de belangrijkste reacties staat hieronder:
- {\displaystyle \mathrm {ONOO^{\ -}\ +\ H^{\ +}\ \longrightarrow \ ONOOH} } (peroxysalpeterigzuur)

{\displaystyle \mathrm {ONOOH\ \longrightarrow \ NO_{2}^{\bullet }} } (Stikstofdioxide) {\displaystyle \mathrm {\ +\ OH^{\bullet }} } (Hydroxylradicaal)
- {\displaystyle \mathrm {ONOO^{\ -}\ +\ CO_{2}} } (Koolstofdioxide){\displaystyle \mathrm {\ \longrightarrow \ ONOOCO_{2}^{\ -}} } (nitrosoperoxycarbonaat)

{\displaystyle \mathrm {ONOOCO_{2}^{\ -}\ \longrightarrow \ NO_{2}^{\bullet }} } (Stikstofdioxide) {\displaystyle \mathrm {\ +\ O=C(O^{\bullet })O^{\ -}} } (Carbonaatradicaal)
- {\displaystyle \mathrm {NO^{\bullet }\ +\ NO_{2}^{\bullet }} } {\displaystyle {\ce {<=>}}} {\displaystyle \mathrm {\ N_{2}O_{3}} } (Distikstoftrioxide)

### Biologische effecten
Peroxynitriet kan direct reageren met proteïnes die overgangsmetalen in hun reactieve centrum hebben.  Dit zijn bijvoorbeeld de in het transport en de opslag van zuurstof belangrijke proteïnes hemoglobine en  myoglobine. Ook het in de celademhaling belangrijke cytochroom c is niet veilig.  In al deze gevallen wordt tweewaardig ijzer omgezet in de driewaardige vorm.  Naast de reactie met de metalen in de reactieve centra kan peroxynitriet ook de eiwitstructuur wijzigen door reactie met aminozuurresiduen in de eiwitketen.  De belangrijkste reactie in deze groep is de oxidatie van cysteïne.  Een andere, indirecte, reactie is de nitrering van tyrosine.  De reactie verloopt via een ander, uit peroxynitriet gevormd, RNS.  Het netto effect blijft gelijk: door reactie met een RNS verandert de structuur en de functie van proteïnes.  Van enzymen verandert het katalytisch effect, het cytoskelet kan veranderen en de signaaltransmissie binnen en tussen cellen kan verstoord raken.